# Лазарево (Сергиево-Посадский район)
Лазарево — деревня в Сергиево-Посадском районе Московской области, в составе муниципального образования Сельское поселение Васильевское (до 29 ноября 2006 года входила в состав Васильевского сельского округа).
Лазарево расположено примерно в 21 км (по шоссе) на запад от Сергиева Посада, на безымянном ручье бассейна реки Имбушки (левый приток Вели), высота центра деревни над уровнем моря — 245 м. На 2016 год в деревне зарегистрировано 3 садовых товарищества.

## Население
| 2002 | 2006 | 2010 |
| ---- | ---- | ---- |
| 72   | ↘62  | ↗78  |